# Sabri Bouhali
 (novembre 2011).
Si vous disposez d'ouvrages ou d'articles de référence ou si vous connaissez des sites web de qualité traitant du thème abordé ici, merci de compléter l'article en donnant les références utiles à sa vérifiabilité et en les liant à la section « Notes et références ».
Sabri Bouhali (arabe : صبري البوهالي) est un footballeur tunisien ayant évolué au sein du Club africain.

## Palmarès
- Coupe d'Afrique des clubs champions (1)
  - Vainqueur : 1991
- Coupe d'Afrique des vainqueurs de coupes (1)
  - Finaliste : 1990
- Coupe afro-asiatique de football (1)
  - Vainqueur : 1992
- Coupe arabe des vainqueurs de coupe (1)
  - Vainqueur : 1995
- Championnat de Tunisie de football (3)
  - Champion :  1990, 1992, 1996
- Coupe de Tunisie de football (3)
  - Vainqueur :  1992, 1998, 2000
  - Finaliste : 1989